# Anton Adam
Anton Adam (* 1. Mai 1908 in Chicago, Vereinigte Staaten; † 5. November 1944 in Großkikinda, Sozialistische Föderative Republik Jugoslawien) war ein banatschwäbischer römisch-katholischer Geistlicher und Märtyrer. 

## Leben
Anton Adam wurde durch Zufall in Chicago geboren, seine Familie stammte aus Sankthubert, Ortsteil von Banatsko Veliko Selo (heute: Kikinda in Serbien). Nach dem Theologiestudium in Diakowar wurde er am 25. März 1931 in Großbetschkerek zum Priester geweiht. Er wirkte in Tschesterek, Werschetz, Zichydorf und als Krankenhausseelsorger in Großbetscherek. Ab 1. Oktober 1937 war er Pfarradministrator in Sankthubert, ab 1942 Pfarrer der Schwestergemeinden Sankthubert, Charleville und Seultour. Am 31. Oktober 1944 wurde er zusammen mit den anderen Männern der drei Gemeinden gewaltsam in ein Lager gesperrt und nach qualvollen Tagen erschossen.

## Gedenken
Die katholische Kirche hat Anton Adam als Glaubenszeugen in das deutsche Martyrologium des 20. Jahrhunderts aufgenommen.